# Abraxas grisearia
Abraxas grisearia là một loài bướm đêm trong họ Geometridae.